# Coptodactyla merdeka
Coptodactyla merdeka là một loài bọ cánh cứng trong họ Bọ hung (Scarabaeidae).